# Triclabendazol
Triclabendazol (Handelsname Fasinex; Hersteller Novartis) ist ein Arzneistoff aus der Gruppe der chlorierten Thio-Benzimidazole, das als Anthelminthikum eingesetzt wird. Triclabendazol wurde 1977 von der Weltgesundheitsorganisation (WHO) in die Liste der unentbehrlichen Arzneimittel der Weltgesundheitsorganisation aufgenommen.

## Pharmakologische Eigenschaften
Triclabendazol ist ein Anthelminthikum das vor allem in der Veterinärmedizin eingesetzt wird mit hoher Aktivität gegen unreife und adulte Stadien des Großen und des Riesenleberegels. Gegen Fadenwürmer besteht keine Wirksamkeit. Es ist seit dem September 1999 in Deutschland zugelassen.

### Aufnahme und Verteilung im Körper (Pharmakokinetik)
Triclabendazol unterliegt nach enteraler Absorption einem starken First-pass-Metabolismus in der Leber und wird zu 70 % aus dem Darm resorbiert. Durch Oxidation entstehen Triclabendazolsulfoxid und Triclabendazolsulfon, welche als Hauptmetaboliten im Plasma zu finden sind, wobei Triclabendazolsulfoxid die aktive Komponente ist. Triclabendazol selbst ist nur sehr kurz und in äußerst geringer Konzentration im Plasma nachweisbar.

### Toxikologie
Triclabendazol verfügt über eine gute Verträglichkeit und ist bei Ratten weder teratogen noch embryotoxisch.

## Physikalische Eigenschaften
Triclabendazol ist lipophil und verfügt nur über eine geringe Wasserlöslichkeit.

## Handelsnamen
- Endex
- Veterinärmedizin: Fasinex (D)